# Liverpool Range
Die Liverpool Range ist ein Gebirgszug als Teil der Great Dividing Range und eine geologische Lavafeld-Provinz in New South Wales in Australien.

## Name
Die Liverpool Range wurde in der Zeit der Kolonisierung Australiens nach Robert Banks Jenkinson, 2. Earl of Liverpool benannt, dem Premierminister von Großbritannien.

## Lage
Der Gebirgszug liegt etwa 260 km nordwestlich von Sydney.
Teile der Liverpool Range bilden eine Wasserscheide zwischen New South Wales und seiner Küste und sind Bestandteil der Great Dividing Range. Das westliche Ende der Liverpool Range reicht bis zur Warrumbungle Range. 

## Geschichte
In dem Berggebiet lebten vor der europäischen Besiedlung die Aborigines der Wanaruah und die Kamilaroi, die in der Zeit der europäischen Besiedlung verdrängt wurden. Die erste Straße in das Gebirge geht auf William Nowland im Jahr 1827 zurück, einen Farmer aus Singleton, der eine Viehstation in Warrah Creek errichtete, die er drei Monate später mit der Schlucht bei Murrurundi entdeckte, die später von Sträflingen als Great North Road ausgebaut wurde. Diese Straße, die größtenteils in ihrer ursprünglichen Form erhalten blieb, ist heute aufgrund ihrer historischen Bedeutung für das Leben und die Arbeit der Sträflinge in Australien als UNESCO-Welterbe anerkannt.

## Geologie
Die Range erhebt sich als vulkanisches Plateau an den Barrington Tops und erstreckt sich etwa 100 km westwärts. Sie bildet die nördliche Grenze des Hunter-Valley-Distrikts.
Ausbrüche der Vulkane der Liverpool Range ereigneten sich im Westen dieses Gebiets vor 32 bis 39 und im Osten vor 42 bis 39 Millionen Jahren.

## Beschreibung
Die höher gelegenen Teile der Liverpool Range erheben sich auf etwa 1300 m über dem Meeresspiegel und bildeten eine bedeutende Barriere für die frühe Besiedlung Australiens.
Den ersten Weg über den Gebirgszug, den Pandora Pass, entdeckte Allan Cunningham. Dieser Pass liegt nahe am westlichen Ende des Gebirges, nördlich von Coolah und im Coolah-Tops-Nationalpark. Diese Überquerung ist heute der New England Highway über den Nowlands Gap (auch Murrurundi Gap genannt). Eine Eisenbahn führt durch den Ardglen Tunnel unter dem Pass von Newcastle bis Werris Creek. Diese Eisenbahnlinie hat große Bedeutung für den Kohletransport aus dem Gunnedahbecken, deshalb will der Betreiber ein zweites Gleis legen.
Die südlichen Hänge der Liverpool Range werden durch den Hunter River und seine Nebenflüsse entwässert, wie beispielsweise den Pages River, der durch die Stadt Murrurundi fließt. Die nördlichen Berghänge werden hauptsächlich durch den Peel River und Mooki River entwässert. Der Talbragar River und der Coolaburragundy River entspringen in diesem Gebirge, fließen südwestlich und vereinigen sich nahe der Stadt Dunedoo.

## Umwelt
Die Gipfel des Gebirges sind in den Wintern meist schneebedeckt. In dem Bergland leben zahlreiche seltene Tierarten.